# Vinicius Elías Teixeira

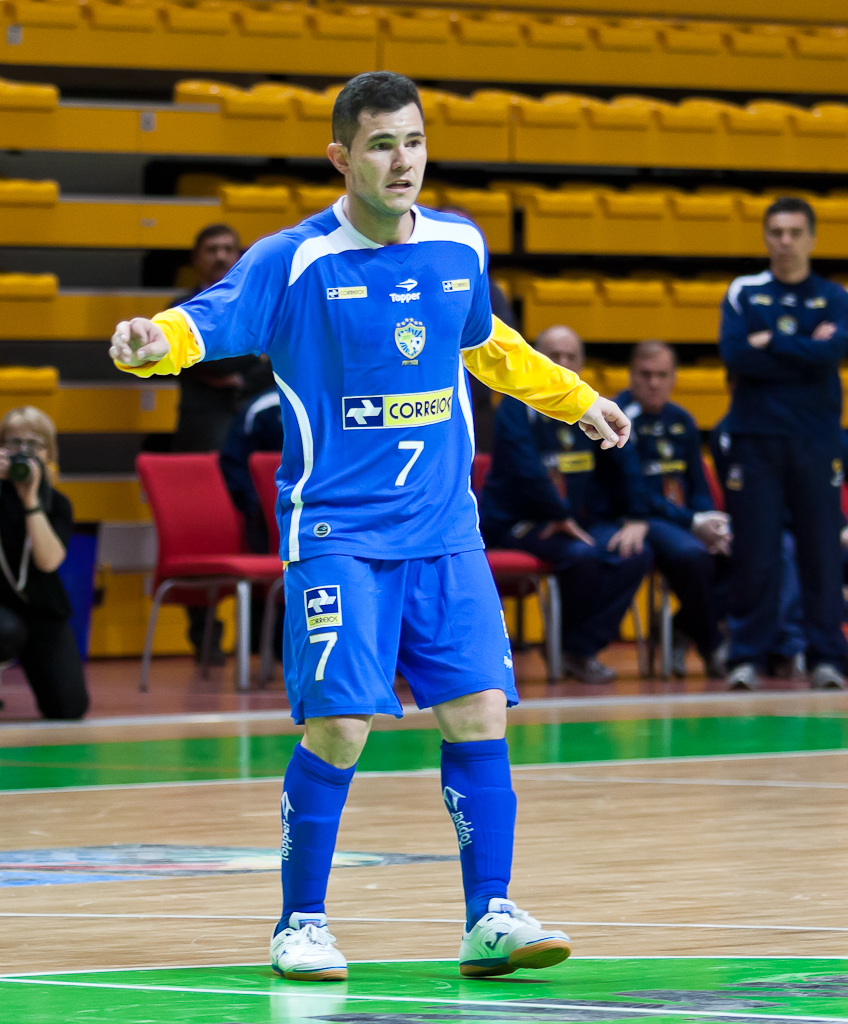
Imagen del futbolista.

Vinicius Elías Teixeira (31 de diciembre de 1977 en Cuiba, Brasil), o más conocido por Vinicius  es un exjugador de fútbol sala    brasileño que actualmente milita como segundo entrenador en Elpozo Murcia FS de la LNFS (Primera división de España)
Equipos:
- Atlético Mineiro (1997-1998)
- Carlos Barbosa (1998 y 2001)
- Ulbra (1999 y 2002)
- Inter Movistar (1999-2000)
- Azkar Lugo (2002-2004)
- ElPozo Murcia Turística (2004-2011)
- MFK Dinamo Moscú (2011-2012)
- Intelli/Orlândia (2012-)

Internacionalidades:
- Brasil: 130 veces.

Palmarés:
Colectivo:
- 1 Mundial FIFA (Brasil 2008) (Tailândia 2012)
- 4 Ligas (05-06, 06-07, 08-09, 09-10)
- 2 Copas de España (2007-08, 2009-10)
- 2 Supercopas de España (2005-06, 2009-10)
- 4 Ligas Brasileñas (1997, 2001, 2002, 2012)
- 1 Copa de Brasil (2001)
- 1 Grand Prix de América (2005, 2009)

Individual:
- 2 veces Mejor jugador de la LNFS (08-09, 09-10)
- 2 veces Mejor ala-pívot de la LNFS (08-09)
- 2 veces Mejor ala de la LNFS (09-10)

Posición:
- Universal (Pivot, Ala, Cierre)

Llegó a su momento de gloria en ElPozo Murcia Turística
- Datos: Q2500867
- Multimedia: Vinícius Elias Teixeira / Q2500867